# Anthicus subtilis
Anthicus subtilis is een keversoort uit de familie snoerhalskevers (Anthicidae). De wetenschappelijke naam van de soort is voor het eerst geldig gepubliceerd in 1831 door Gistel.